# Sheela Gowda
Sheela Gowda (nacida en 1957 en Bhadravati, India) es una artista contemporánea que vive y trabaja en Bangalore. Gowda estudió pintura en la Escuela de Arte Ken, Bangalore, India (1979), obtuvo un diploma de posgrado en la Universidad Visva-Bharati, Santiniketan, India (1982) y una maestría en pintura del Royal College of Art de Londres en 1986. Formada como pintora, Gowda amplió su práctica a la escultura y la instalación empleando una diversidad de materiales como cabello humano, estiércol de vaca, incienso y polvo de kumkuma (un pigmento natural disponible con mayor frecuencia en rojo brillante). Es conocida por su trabajo 'orientado al proceso', a menudo inspirado en las experiencias laborales cotidianas de las personas marginadas de la India. Su trabajo está asociado con el posminimalismo a partir de asociaciones rituales. Sus primeros óleos con mujeres en posición pensativa en la naturaleza fueron influenciados por su mentor KG Subramanyan, y posteriormente estaría influenciada por Nalini Malani acercándose a una dirección un tanto expresionista que representa un caos y tensiones de clase media minimizadas por un erotismo vulgar. Recibió el Premio Maria Lassnig 2019.

## Primeros años de vida
La educación artística de Gowda comenzó en Ken en Bangalore, una pequeña universidad establecida por RM Hadapad. Más tarde se trasladó a Baroda a estudiar con el profesor KG Subramanyan .

## Trayectoria
Debido al cambiante panorama político de la India, Gowda tomó la decisión de centrar su producción en la instalación y la escultura en la década de 1990. Tuvo su primera exposición individual en Iniva, Londres, titulada Therein and Además en 2011. Fue finalista del Premio Hugo Boss en 2014. Crea paisajes apocalípticos utilizando materiales como el incienso y el kumkuma dibujando una relación directa entre las prácticas laborales de la industria del incienso y su trato a la mujer. Sus obras retrataron la condición de las mujeres que a menudo se define por la carga de su trabajo, las barreras mentales y la violación sexual.

## Exposiciones destacables
El trabajo de Gowda ha sido expuesto a través de exposiciones individuales y festivales:
- Galería 7, Bombay (1989);
- Galería Chemould, Bombay (1993);
- GALLERYSKE, Bangalore (2004, 2008, 2011 y 2015);
- Galería Bose Pacia, Nueva York (2006);
- Museo Gouda, Países Bajos (2008);
- Oficina de Arte Contemporáneo, Oslo (2010);
- Iniva, Londres (2011);
- Open Eye Policy, Van Abbemuseum, Eindhoven, Países Bajos (2013);
- Centre International D'Art y Du Paysage (2014);
- Museo Irlandés de Arte Moderno, Dublín (2014);
- Documenta 12 (2007);
- Bienal de Venecia (2009);
- Disposiciones, Bienal de Sharjah (2009);
- Jardín del Aprendizaje, Bienal de Busan (2012);
- IKON, Birmingham Reino Unido (2017);
- "Restos" Pirelli Hangar Biococca, Milán Italia (2019)
- "Restos" BombasGens Centre D'Art, Valencia España (2019)
- Sheela Gowda. Él.. Asuntos , Städtische Galerie im Lenbachhaus und Kunstbau, Múnich (2020)

Entre las exposiciones colectivas destacan:
- Cómo se forman las latitudes, Walker Art Center, Minneapolis (2003);
- Indian Highway, Serpentine Gallery, Londres (2008);
- Fundación Devi Art, Nueva Delhi (2009);
- París-Delhi-Bombay, Centro Pompidou, París (2011);
- MAXXI - Museo Nacional de las Artes del Siglo XXI, Roma (2011);
- Centro Ullens de Arte Contemporáneo, Beijing (2012);
- Museo Arken, Copenhague (2012);
- Museo de Arte Kiran Nadar, Nueva Delhi (2013);
- Museo Abteiberg, Monchengladbach (2014);
- Para Site, Hong Kong (2015).

## Colecciones principales
- Walker Art Center, Minneapolis, EE. UU.[8]
- Museo Solomon R. Guggenheim, EE. UU.[9]